# Tino Conti
Costantino 'Tino' Conti (Nibionno, 26 september 1945) was een Italiaans wielrenner, die beroeps was tussen 1969 en 1978.

## Wielerloopbaan
In 1974 werd Conti vierde in de Giro en in 1976 werd hij derde op het Wereldkampioenschap op de weg.

## Belangrijkste overwinningen
1967
- 1e etappe deel a Ronde van de Toekomst
- Wegrit op de Middellandse Zeespelen
- Ploegentijdrit op de Middellandse Zeespelen

1972
- GP Industria & Commercio di Prato

1974
- Ronde van de Drie Valleien

1975
- Ronde van Toscane
- GP Industria & Commercio di Prato

1977
- Ronde van Reggio Calabria

## Resultaten in voornaamste wedstrijden
| Jaar | Ronde van Italië | Ronde van Frankrijk | Ronde van Spanje |
| ---- | ---------------- | ------------------- | ---------------- |
| 1969 | opgave           |                     |                  |
| 1970 |                  | opgave              |                  |
| 1971 |                  | opgave              |                  |
| 1972 |                  |                     |                  |
| 1973 | 51e              |                     |                  |
| 1974 | 4e               |                     |                  |
| 1975 | 8e               |                     |                  |
| 1976 |                  |                     |                  |
| 1977 | opgave           |                     |                  |

| Jaar | Milaan-San Remo | Ronde van Lombardije | Kampioenschap van Zürich |  | WK op de weg |  | Wereldranglijsten |
| ---- | --------------- | -------------------- | ------------------------ |  | ------------ |  | ----------------- |
| 1969 |                 |                      |                          |  |              |  |                   |
| 1970 |                 | 17e                  |                          |  |              |  |                   |
| 1971 |                 |                      |                          |  |              |  |                   |
| 1972 |                 |                      |                          |  |              |  |                   |
| 1973 | 75e             |                      |                          |  |              |  |                   |
| 1974 |                 | Brons                |                          |  |              |  |                   |
| 1975 | 4e              | 11e                  | 5e                       |  |              |  | 31e (SPP)         |
| 1976 |                 | 9e                   |                          |  | ↑            |  |                   |
| 1977 | 28e             |                      |                          |  |              |  |                   |

## Ploegen
- 1969 - Faema
- 1970 - Scic
- 1971 - Scic
- 1972 - Ferretti
- 1973 - Zonca
- 1974 - Zonca
- 1975 - Furzi-FT
- 1976 - Magniflex-Torpado
- 1977 - Zonca-Santini
- 1978 - Gis Gelati tot 31-03
- 1980 - San Giacomo-Benotto

Wielerploegen van Constantino "Tino" Conti
Antheunis ·
Bailetti ·
Brands ·
Conti ·
De Rosso ·
Delocht ·
Desaymonet ·
Di Caterina ·
Farisato ·
Merckx ·
Mintjens ·
Opdebeeck ·
Re ·
Reybrouck ·
Scandelli ·
Scheers ·
Sercu ·
Soave ·
Spruyt ·
Stevens ·
Swerts ·
Van De Kerckhove ·
Van Den Bossche ·
Van Schil ·
Van Sweevelt ·
Vandenberghe ·
Vrijders